# Président (film)
Pour les articles homonymes, voir Président (homonymie).
Pour plus de détails, voir Fiche technique et Distribution.
Président est un film français de politique-fiction, réalisé par Lionel Delplanque, sorti en 2006.

## Synopsis
Frédéric Saint-Guillaume va prendre sous son aile un jeune homme, simple attaché culturel, le formant à la vie politique et le préparant à devoir accepter la corruption pour défendre son pays et à devoir agir en contradiction avec ses convictions pour obtenir le pouvoir. Vingt-cinq ans plus tard, son poulain est devenu président de la République française, apprécié du peuple et respecté de ses pairs.
Un jour, un avion s'abîme dans les Alpes avec à bord une seule personne, le pilote, et plusieurs enveloppes d'argent liquide. Ce fait divers, qui dérange le président sans pour autant l'inquiéter, va attirer la curiosité de Mathieu, un brillant étudiant en économie sorti vice major de l'École polytechnique et issu d'un milieu modeste. Il va séduire Nahéma, la fille du président, et rapidement entrer dans le cercle intime du chef de l’État qui va l'inviter dans son milieu fastueux et lui confier un poste particulier à l’Élysée, malgré une enquête interne qui a révélé que Mathieu a failli aller en prison à 17 ans pour avoir bousculé un ministre.
Mathieu va s'impliquer dans deux dossiers qui tiennent à cœur au président : l'annulation de la dette de plusieurs pays d'Afrique et le développement d'une « arme propre » pour l'armée. Alors que la rédaction du traité pour le premier dossier est gérée par Saint-Guillaume dans l'ombre du Président, Mathieu va avoir l'idée d'organiser un concert lors d'un sommet organisé à Ottawa pour défendre cet accord. Mathieu va également surprendre une conversation entre Le Gahennec, l'homme de confiance du président, et un de ses amis qui va l'orienter sur l'origine des billets trouvés dans l'avion accidenté : les enveloppes étaient destinées aux 270 soldats du 17e RDP ayant fait les premiers tests de l'« arme propre », celle-ci les ayant plongés dans une grave détresse psychologique. Cette révélation révulse Mathieu, qui se dispute avec Nahéma, avant de se réconcilier avec elle. Saint-Guillaume apprend que Nahéma commence à avoir des sentiments profonds pour Mathieu et, peu après, le président invite le jeune homme en vacances chez ses parents, où il va lui confier son passé, son ascension grâce à Saint-Guillaume, en Afrique, loin de la ferme familiale.
L'enquête sur l'accident d'avion est confiée à la juge Benoit, qui reçoit plusieurs appels anonymes (provenant en fait de Mathieu) quant à l'affaire et les liens avec Mikael Korda, un marchand d'armes milliardaire que le président a connu en Afrique dans sa jeunesse (le président l'a d'ailleurs, vingt-cinq ans auparavant, sauvé d'un attentat où un de ses amis africains a perdu la vie). Dès lors, l'affaire devient sérieuse, le président pouvant perdre son poste si huit députés de son parti considèrent qu'il y a eu « manquement » aux responsabilités de son mandat et risquant la Haute cour de Justice. Il va donc voir Saint-Guillaume pour qu'il fasse appel à ses amis de la magistrature afin de faire taire la juge, mais le vieil homme refuse tout net d'être officiellement impliqué. Dans la soirée qui suit, Mathieu parvient à ce que le président signe par inadvertance une demande de dé-classification du secret défense d'un dossier qui pourrait aider la juge Benoit, dossier qui contient des documents prouvant que le président connaissait les risques encourus par le 17e RDP.
Peu après, Saint-Guillaume meurt d'une crise cardiaque. Le président profite alors des allocutions publiques qui suivent pour se défendre de tout lien avec Korda, tout en travaillant son image. Au même moment, la juge Benoit découvre que son contact est Mathieu. Celui-ci retrouve plus tard son appartement cambriolé et le dossier disparu ; il se décide alors à tout avouer au président, qui lui dit à son tour qu'il était au courant de tout, des visites, des coups de téléphone et du dossier qu'il a récupéré alors qu'un des hommes de la juge comptait le voler. Voyant que malgré son intention de le trahir, Mathieu est revenu auprès de lui, le président se décide alors à lui avouer ses liens avec Korda, qui a financé en secret l'« arme propre », mais aussi ses regrets pour les vies brisées par ce contrat.
Lors du sommet contre la dette de l'Afrique, le président fait un discours qui exalte les foules, mais à la sortie de la salle, l'un des anciens du 17e RDP parvient à s'approcher et tire sur le chef de l’État. L'homme est abattu sur-le-champ, alors que le président s'en sort sans blessure grave. Jouant sur son image, le président va alors prétendre que sa vie est en danger. L'opinion lui redevient favorable, ce qui permet de faire oublier l'affaire Korda et de la classer discrètement sans suite. Le président va aussi confier plus de responsabilités à Mathieu en faisant de lui son conseiller spécial, ce que Nahéma vit mal. Elle découvre peu après que tel était le but du président : la pousser à la rupture pour que les missions de Mathieu ne viennent pas l'éclabousser, tout comme il l'avait fait auparavant avec un autre conseiller. Mathieu devient peu après le nouveau contact avec Korda, qui lui fait écouter un enregistrement d'une conversation secrète entre lui et le président où les deux hommes ont décidé de tuer Saint-Guillaume, vieillissant et incontrôlable. Mathieu le révèle à Nahéma, qui était la filleule de Saint-Guillaume et l'aimait beaucoup ; les deux amants fuient. Le président, fraichement réélu, les fait retrouver par l'armée et les rejoint sur une petite route de montagne, où le président embrasse sa fille.

## Fiche technique
- Réalisation : Lionel Delplanque
- Scénario et dialogues : Lionel Delplanque et Raphaël Meltz
- Musique : Frédéric Talgorn
- Décors : Jacques Rouxel
- Photographie : Vincent Mathias
- Montage : Véronique Lange
- Production : Pierre Forette et Thierry Wong
  - Coproduction : Alain Terzian et Christine Gozlan
- Société de production : Cine Nomine, Alter Films, Thelma Films, France 2 Cinéma
- Pays de production :  France
- Format : couleur - Scope - 35 mm
- Durée : 97 minutes
- Date de sortie :
  - France : 20 septembre 2006

## Distribution
- Albert Dupontel : Le président
- Jérémie Renier : Mathieu
- Mélanie Doutey : Nahéma, la fille du président
- Claude Rich : Frédéric Saint-Guillaume
- Claire Nebout : Mathilde, la femme du président et Première dame de France
- Jackie Berroyer : Nicolas, le conseiller en communication
- Patrick Catalifo : Le Gahennec
- Thierry Stein : Homme de main président
- Carlo Brandt : Mikaël Korda
- Christophe Odent : Keller
- Florence Thomassin : La juge Benoît
- Simon-Pierre Boireau : Le soldat
- Laurent Lafitte : Un jeune député de la majorité
- Sandy Lobry : Sophie
- Cyril Hutteau : Garde du corps du Président

## Autour du film
- Le tournage du film a eu lieu de fin août à mi-octobre 2005.
- Ne pas confondre avec Le Président d'Henri Verneuil en 1961, avec Jean Gabin incarnant un président du Conseil fictif de la IVe République.